# Iori Kogawa
Iori Kogawa (古川 いおり, Kogawa Iori), née le 25 septembre 1992 à Hirakata, est une idole et une ancienne actrice pornographique. Le 31 décembre 2022, elle décide de prendre sa retraite.